# Grupo El Comercio
Grupo El Comercio (BVL: ELCOMEI1) o en siglas GEC es un conglomerado peruano de medios de comunicación, que administra varios periódicos, canales de televisión, entre otros negocios en la cual es administrado por la Familia Miró Quesada, fundado por Manuel Amunátegui y Alejandro Villota en 1839.

## Historia

### Los inicios

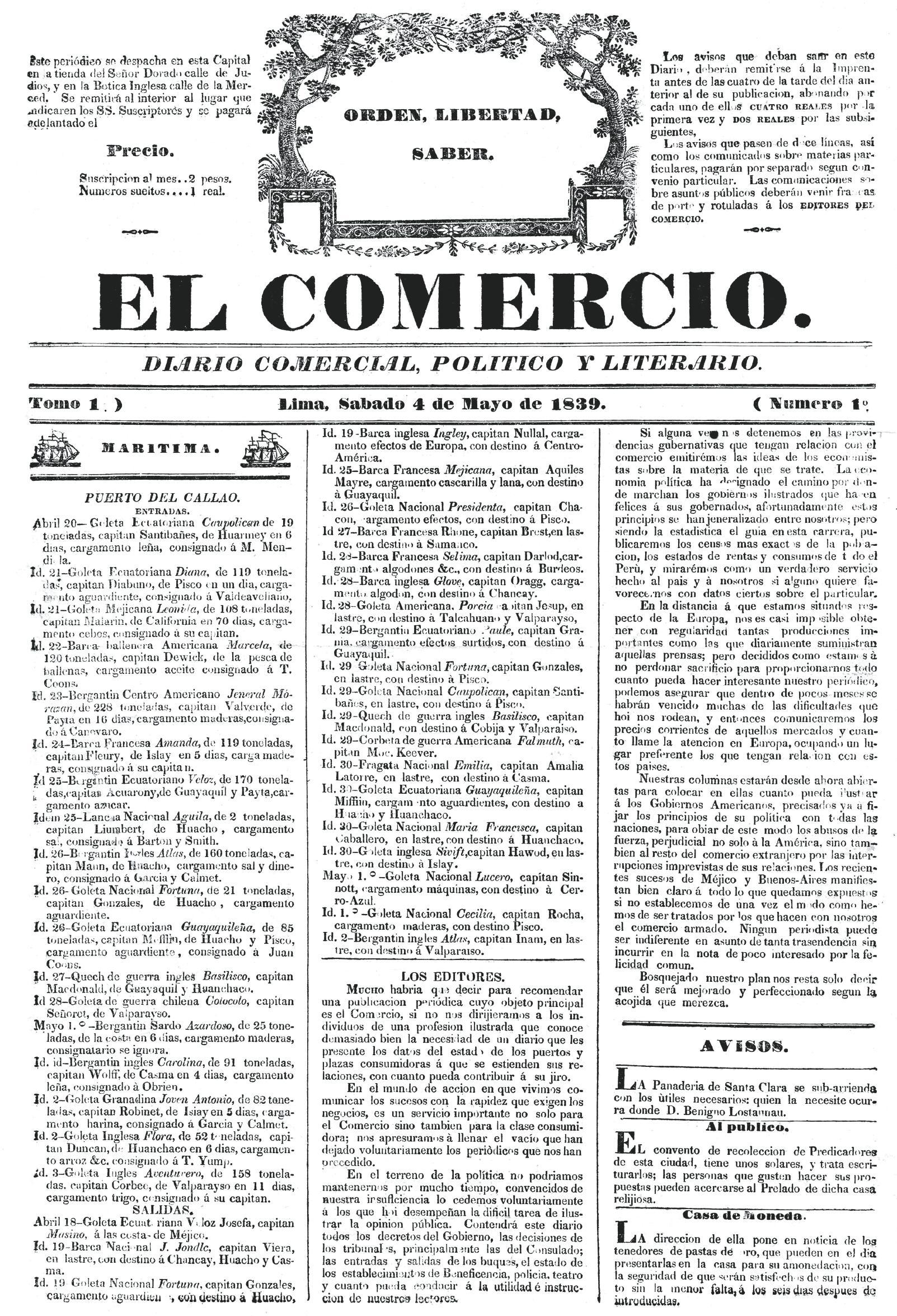
Primera portada de El Comercio en 1839.

En mayo de 1839, Manuel Amunátegui y Alejandro Villota fueron los fundadores de El Comercio y ambos dirigieron el periódico hasta 1860, luego al fallecer Villota en 1861, Amunátegui continuó solo hasta 1875.
Se publicó la primera edición de El Comercio con su lema Orden, Libertad, Saber, el diario nació en la "Casa de la Pila", sita en la calle del Arzobispo 147, de allí salieron a luz unas 21 ediciones en los 24 días que se trabajó en ella. El administrador fue don José María Monterola. En total fueron diez las personas que prepararon el primer número. La impresión se hizo en una prensa plana accionada por palancas, era de marca "Scott" de manubrio, hecha de fierro forjado, estaba movida por una mula.
El Comercio trasladó su segunda casa editora a la calle de San Pedro 63, donde se mantuvo 2 años, 4 meses y 11 días, publicando en ese lapso, 682 ediciones. El 9 de agosto de 1839 en la edición Número 79 sé pública ya el diario con cuatro páginas. Es trasladado por tercera vez a una finca que estaba situada en la esquina formada por las calles de San Antonio y La Rifa, hoy Antonio Miró Quesada n.º 68, antes llamadas Cañete e Ijar. A fines de 1919 fue demolida esta casona para dar paso al edificio que hoy ocupa. En 1855 adquirió su primera prensa de reacción, que reemplazó a su anterior movida por malcate. Esta maquinaria de marca Marinoni era accionada por fuerza de vapor y tiraba poco más de mil ejemplares por hora.
El 1 de enero de 1867 ingresó a trabajar en el diario don José Antonio Miró Quesada como corresponsal en el Callao a los 22 años de edad. Luego, el 1 de marzo de 1875. Manuel Amunátegui le entregó la dirección del diario a don José Antonio Miró Quesada, quien contaba 30 años de edad. Al poco tiempo fue copropietario y luego propietario único. Fue director hasta que 1905 en que entregó la dirección del periódico a su hijo Antonio Miró Quesada de la Guerra. Don José Antonio Miró Quesada se asocia con el médico y distinguido escritor don Luis Carranza con el que forma una sociedad, mediante escritura celebrada ante el notario Felipe.
El 31 de enero de 1876 apareció el siguiente aviso: "Por convenir así a los intereses del señor don Manuel Amunátegui, editor de El Comercio, termina con el presente número la publicación de este diario por su cuenta". Dejó de publicarse como consecuencia de la clausura ordenada por el Jefe Supremo de la república Nicolás de Piérola. El 23 de octubre de 1883, volvió el diario El Comercio siendo presidente el General Miguel Iglesias quien fue nombrado por la Asamblea constituyente.

### Los siguientes años
El 4 de mayo de 1889, se publicó un grabado del local de la imprenta en la edición del 50 aniversario del diario. El 28 de julio de 1898, fallece Luis Carranza, socio de don José Antonio Miró Quesada y codirector de El Comercio, recayendo totalmente la dirección del periódico en manos del señor Miró Quesada.
El 21 de enero de 1917 se puso en funcionamiento una nueva prensa rotativa de sistema “Goss” americana las anteriores fueron francesas, con la cual se podían imprimir ejemplares de 32 páginas y se ampliaron los talleres de estereotipia. el 4 de mayo de 1924 se inaugura el local de El Comercio totalmente remodelado. Ya el 3 de julio de 1928 José Antonio Miró Quesada por escritura de esta fecha, estableció una sociedad anónima con sus hijos. Desde entonces continúa Empresa Editora El Comercio S.A. con sus descendientes, y los Directores que lo sucedieron.
El 15 de mayo de 1935 fue asesinado el director de El Comercio Antonio Miró Quesada junto a su esposa María Laos frente al local del Club Nacional; tras ello, su hermano don Aurelio Miró Quesada de la Guerra asumió la dirección del periódico hasta su fallecimiento el 14 de mayo de 1950. El 3 de febrero de 1962 el diario adquirió la máquina automática “Moll” para fotograbados.
En julio de 1966 se inaugura la rotativa Hoe Colormatic, que lanza hasta 70 mil ejemplares por hora. 
El 27 de julio de 1974, El Comercio fue expropiado por la dictadura de Juan Velasco Alvarado, junto con los demás periódicos de Lima. Por Decreto Ley 20681, el Gobierno, en favor de la población organizada expropia acciones de 6 diarios. El 23 de julio de 1980, el local Central del diario El Comercio es declarado Monumento Histórico del Perú, según Resolución Ministerial N.º 0928-80-ED. El 28 de julio de 1980, los diarios incautados por el Gobierno Militar fueron devueltos a sus legítimos dueños y propietarios. Para tal efecto el gobierno entrante dio una serie de leyes: 
- R.S. 034-80-001: se indica la reposición de los directores cesados al momento de producirse la incautación de los diarios.
- D. Leg. N.º 003: se oficializa la entrega de los diarios a sus propietarios (21.11.80).

El 28 de junio de 1984 el presidente Fernando Belaúnde Terry inaugura la nueva planta impresora del diario en el distrito de Pueblo Libre sobre un área de 18 mil metros cuadrados y pone en marcha la nueva rotativa offset Lithomatic II de la M.A.N. Roland, moderno sistema de fotocomposición electrónica e impresión offset.
En 1991 se crea Infobanco-Servicios Teleinformativos en 1991, luego en el 1 de julio de 1996, Grupo El Comercio se fusiona. Nace una nueva empresa con un siglo y medio de experiencia, con la unión de Empresa Editora El Comercio S.A., Servicios Especiales de Edición, Establecimiento Gráfico Amauta, Servicios Teleinformáticos. El 30 de julio de 1996, Telefónica del Perú y la Empresa Editora El Comercio S.A. renovaron contrato para formar Telefónica Multimedia. 
El 4 de julio de 1999, se crea Canal N que sale al aire en el canal 8 del desaparecido Cable Mágico, la propuesta televisiva de la Empresa Editora El Comercio S.A., salió a competir en cable. Su intención primigenia es la misma: periodismo serio minuto a minuto, en febrero de 2000, se constituyó “elcomercioperu.com.pe”, posteriormente cambiaria su razón social a "Orbis Venturs".

### Años 2000
El 16 de marzo de 2000, El Comercio inició una verdadera revolución informática al convertirse en el primer medio de comunicación de habla hispana que ofrece acceso ilimitado, masivo y gratuito a Internet a todos los usuarios que así lo deseen. Este servicio le permite además tener una cuenta de correo electrónico. El servicio se ofrece en colaboración con la empresa Qnet. El 9 de julio de 2000, Empresa Editora El Comercio S.A. adquiere el 51% del capital social de Zetta Comunicadores del Perú, empresa dedicada al servicio de preprensa comercial, que complementa nuestro creciente esfuerzo y éxito en el rubro de impresión comercial. En marzo de 2001, se constituye la empresa EC Jobshark, cuya principal actividad es la prestación de servicios de recursos humanos, a través de su búsqueda, evaluación y selección de personal. El 3 de mayo de 2001, se constituye la empresa Prensa Popular, el 13 de febrero la empresa Editora El Comercio S.A. y Redes de Colombia, constituyen una sociedad holding denominada Grupo TV Perú, suscribiendo cada una el 50% de las acciones representativas de su capital social.
El 13 de febrero de 2003, Grupo TV Perú y Compañía Impresora Peruana, constituyeron una sociedad denominada Grupo Plural TV en la cual Grupo TV Perú era titular del 66% de las acciones representativas del capital social y Compañía Impresora Peruana S.A. es titular del 33% restante, ha desarrollado una estrategia legal y económica, que al 28 de febrero de 2003 les ha permitió detentar aproximadamente el 54% de los créditos reconocidos en la Junta de Acreedores de América Televisión teniendo como principal objetivo repotenciar y volver viable económicamente a ese canal dentro del marco de dicho proceso concursal. El 28 de febrero de 2003, la Junta General de Accionistas aprobó la adquisición de los siguientes activos fijos: Torre adicional de color para ampliación de color de 20 a 28 páginas, Rotativa Semicomercial Tensor, Transportador UTR, Rotativa Heildelberg M600 A24, adyacente a nuestra Planta de Impresiones Comerciales, por un total de US$ 9 000 000 de dólares. Asimismo, aprobó que la adquisición de la Torre adicional de color Goss Newsliner, la Rotativa Semicomercial Tensor y la Rotativa Heildelberg M600 A24 se realice vía arrendamiento financiero.
El 96% de la junta de acreedores de América Televisión aprobó el plan de reestructuración del canal, también fue aprobado el régimen de administración mixta del canal, y con este, el nuevo consejo directivo del canal, el cual será presidido por el representante del Grupo TV Perú, acreedor de la televisora en cuestión y que agrupa a la Empresa Editora El Comercio S.A. y la colombiana Cadena Caracol Televisión.
El 31 de diciembre de 2003, transfirió a terceros el íntegro de su participación en el capital social de Radio El Sol Promotora Siglo Veinte, equivalente al 99 % del capital social. El 28 de junio de 2007, se constituye la empresa Amauta Impresiones Comerciales S.A.C. y el 24 de noviembre de 2007, se constituye la empresa Suscripciones Integrales. El 28 de noviembre del 200 se forma la empresa Punto y Coma Editores S.A.C., el 8 de marzo de 2007, el Grupo El Comercio llegó a un acuerdo con los propietarios del diario Gestión para la adquisición de la marca y de la imprenta donde se produce dicho medio de comunicación. Ambas empresas firmaron un acuerdo de venta por el cual la empresa Editora El Comercio S.A. y Servicios Especiales de Edición S.A. compraron el 100% de las acciones de la empresa Producciones Cantabria.
El 30 de mayo de 2007, la Empresa Editora El Comercio presenta la nueva página web del diario, caracterizada por el uso de las herramientas multimedia y la nueva tendencia de Internet denominada Web 2.0. El 30 de julio de 2007, la Junta General del Accionistas de Empresa Editora El Comercio S.A., con la asistencia del 98,98% de las acciones suscritas y pagadas, acordó por unanimidad la compra de la participación de Prime Media Ltda., empresa del grupo de Colombia Santo Domingo, en Grupo TV Perú.
El 28 de septiembre de 2007, la Empresa Editora El Comercio S.A. adquiere 24 788 988 acciones, que representan el 50 % del capital social de Grupo TV Perú a la empresa Prime Media. El valor total pagado por la compra de dichas acciones es 39 594 133 de dólares. Luego de esta adquisición, Empresa Editora El Comercio S.A. pasa a ser titular del 99% de las acciones de Grupo TV Perú, empresa titular del 70% de las acciones representativas del capital del Grupo Plural TV, sociedad que a su vez controla el canal América Televisión y de Canal N.  Grupo TV Perú permaneció su estado jurídico hasta 2017, en ese entonces propietario de Perú21 y Publímetro, cuando fue absorbido por el grupo El Comercio.
En los años 2000, la Empresa Editora El Comercio S.A. inauguró en Chiclayo la primera etapa de la planta en el norte del Perú. El 26 de diciembre de 2007, la Junta General de Accionistas de Empresa Editora El Comercio S.A., con la asistencia de 85 % de las acciones suscritas y pagadas, acordó por unanimidad aprobar la ejecución del proyecto consistente en la ampliación de la capacidad de la planta de impresión de diarios de Lima y de la zona de despacho a un costo total aproximado de 6 952 300 dólares. Ya el 1 de febrero de 2008, se constituye la empresa Dataimágenes, en la cual opera el segmento imprenta de la Empresa Editora El Comercio S.A. en conjunto con Computec S.A. Sin embargo, la alianza terminó en 2015, cuando GEC adquirió toda la empresa de imprenta.

### Años 2010 en adelante
En 2013 el grupo lanzó su buscador Buscá Más para localizar noticias de sus portales digitales y aledaños. Sin embargo, en ese año su división impresa empezó a reducir sus ingresos, lo que motivó a enfocarse en su división digital y realizar su fusión en 2020.
Para 2014, el Grupo adquiere la mayoría de las acciones del Grupo Epensa, con la cual tendría el 78 % de los periódicos del país, una de las adquisiciones más controvertidas en la historia de la prensa limeña. En 2018 se completó la adquisición, bajo la constituida subsidiaria Prensmart. Prensmart tuvo como propiedad a Nexlot, una empresa de lotería conocida por Torito de Oro que desapareció por irregularidades en la contratación de una beneficencia exigida por ley.
En noviembre de 2015, el Grupo El Comercio y el Grupo La República entraron en un conflicto legal por la administración del Grupo Plural TV, una empresa conjunta entre las dos sociedades que controla la cadena de televisión abierta América Televisión y el canal de pago Canal N, y su cambio de tipo de sociedad, de S.A.C. (sociedad anónima cerrada) a S.A.A. (sociedad anónima abierta). Canal N se volvió en uno de sus mayores inversiones del grupo con 554.6 millones de soles en 2020.
También en 2015, se estrenó el programa Anticucho de corazón en colaboración con Telefónica como serie exclusiva del canal de televisión de pago Plus TV.
En 2018 anunció la absorción de las empresas Vigenta, conocida por los parques de diversiones Coney Park, y la empresa de libros Producciones Cantabria. Este empresa se estableció temporalmetne en Vigenta TV, un proyecto para dividir el rubro de la televisión que no prosperó.
El 23 de enero de 2019 el grupo desmentía mediante un hecho de importancia a la Superintendencia del Mercado de Valores la venta de América Televisión a Latina Televisión por 300 millones de dólares, mediante el cual indicaron que no existe ningún proceso de negociación en curso.
Hacia 2019, ejerce el cargo de Gerente General Ignacio Prado García Miró. Según un estudio de Távara Palacios en 2022, cuenta con 242 accionistas, de los cuales solo dos familares poseen el 4 %.
En 2025, la revista Semana Económica señaló que el grupo estaría interesado en vender varias divisiones de imprenta y medios debido a la reducción de sus ingresos anuales.

## Operación en medios de comunicación

### Televisión
El conglomerado posee 2 canales de televisión, uno por señal abierta y otro por televisión de pago, mediante el Grupo Plural TV, una empresa conjunta con el Grupo La República.
- América Televisión: que fue fundado el 15 de diciembre de 1958, con programación generalista.

- Canal N: lanzado al aire el 4 de julio de 1999. Su programación es de noticias.

Además, tuvo 2 canales que cesaron transmisiones.
- América Next: lanzado el 27 de marzo de 2017 en sustitución de Red TV, con programación basada en el archivo (series antiguas) de América Televisión. Fue lanzado en alianza con el Grupo ATV. El canal cerró el 30 de noviembre de 2019 por baja audiencia, siendo reemplazado por Global Televisión.

- Fusión: lanzado en 2013, con programación enfocada a la gastronomía peruana. Cesó sus transmisiones en 2015 por baja audiencia.

### Radio
El grupo poseía dos emisoras de radio mediante:
Administración, tras un acuerdo con Rola Perú, que representa a la marca Radio Disney Latinoamérica.
- Radio Disney: transmitía en la frecuencia 91.1 FM de Lima, desde julio de 2017 hasta septiembre de 2023. Actualmente en la frecuencia 104.7 FM de Lima, administrado por Rola Perú.

Arrendamiento, a RadioCorp a través del Grupo Plural TV.
- Radio América: transmitía en la frecuencia 104.7 FM de Lima, desde junio de 2021 hasta septiembre de 2023.

## Subsidiarias
- Revista Amauta
- EC Jobs
- Grupo Plural TV
- Inmobiliaria El Sol del Perú
- Orbis Ventures
- Prensa Popular
- Producciones Cantabria
- Punto y Coma Editores
- Vigentta Educación
- Zetta Comunicadores del Perú